# 艾蓮·朋佩歐
艾蓮·嘉芙蓮·朋佩歐（英語：Ellen Kathleen Pompeo，1969年11月10日—）是一位美國女演員，以在影集《實習醫生》（Grey's Anatomy）中的角色最為人熟知。

## 簡歷

### 早期的生活和工作
朋佩歐出生在美國麻薩諸塞州的愛維瑞特（Everett）地區，之後居住在紐約的上西區。她的父親出生於傑蘇阿爾多，是一個座落在義大利阿韋利諾省的市镇。朋佩歐曾一度搬到邁阿密，並在當地擔任調酒女侍，她在那裡遇見了來自紐約的時裝攝影師安德魯·羅森索（Andrew Rosenthal），兩人發展出戀情，後來朋佩歐跟著羅森索一起搬回紐約。在1996年，她在「蘇活酒吧」（SoHo Bar & Grill）工作時，有經紀人開始與她接觸，並邀請參與廣告的演出。她很快的出現在花旗銀行和歐萊雅的廣告中。之後她開始參與許多戲劇及一些電影的演出。

### 職業生涯
為了在演員事業中獲得成功，朋佩歐在2001年搬到洛杉磯居住。隨後在2002年，她被導演布萊德·席柏林（Brad Silberling）相中演出電影《讓愛自由》。她也在電影《夜魔俠》中演出麥特·墨鐸（班·艾佛列克）的秘書一角，但在戲院播放的版本中，朋佩歐的戲份大多都被剪掉。此外在《王牌冤家》中，她飾演金·凱瑞的前女友 Niomi，但最後的完成的電影裡，她的戲份同樣全被刪掉，僅收錄在雙片裝的收藏版DVD中。她也參與了《重返校園》、《神鬼追緝》兩部電影。此外朋佩歐還曾特別客串《法網遊龍》和《六人行》。
然而，朋佩歐第一次擔任主角的作品，是美國ABC的《實習醫生》，她在劇中演出梅莉迪絲·格蕾（Meredith Grey）一角。

### 個人生活
朋佩歐和羅森索在2003年分手。根據最近的新聞報導，她已和音樂製作人克里斯托弗·艾瑞（Christopher Ivery）結婚，他們現在住在洛杉磯。 （页面存档备份，存于）她第一次見到男友是在一間雜貨店中，但她當時並未專注在發展戀情上。兩天後，他們再次見面，並且開始約會。他們隨後發現彼此長大的地方僅相距10英里（在波士頓），而且艾瑞還認識朋佩歐的父親。

## 作品
- Life of the Party（2005）- Phoebe
- 實習醫生（Grey's Anatomy、2005） - 梅莉迪絲·格蕾醫生
- 王牌冤家（Eternal Sunshine of the Spotless Mind，2004）- Niomi
- 神鬼追緝（Art Heist，2004）- 珊卓·沃克（Sandra Walker）
- Nobody's Perfect（2004）- 維若妮卡（Veronica）
- 六人行（Friends，2004）- Missy Goldberg
- Undermind（2003）- 弗蘭（Flynn）
- 重返校園（Old School，2003）- 妮可（Nicole）
- 夜魔俠Daredevil（2003）- 凱倫·裴姬（Karen Page）
- 神鬼交鋒Catch Me If You Can（2002）- 瑪西（Marci）
- 讓愛自由Moonlight Mile（2002）- Bertie Knox
- In the Weeds（2000）- 瑪莎（Martha）
- Eventual Wife（2000）- 貝思（Beth）
- Coming Soon（1999）- 失望難過的女孩
- 8 1/2 x 11（1999）- 人力資源部女職員

## 外部連結
- Ellen Pompeo在互联网电影资料库（IMDb）上的資料（英文）
- Ellen Pompeo在TV.com